# Zdzisław Pucek (kompozytor)
Zdzisław Pucek (ur. 21 maja 1932 w Chorzępowie k. Międzychodu) – kompozytor, instrumentalista, pedagog, wydawca.

## Życiorys
Ukończył PWSM w Łodzi w 1965 r. Studiował równocześnie muzykę organową (u prof. Jana Kucharskiego) i kompozycję (u prof. Tomasza Kiesewettera). W jego dorobku kompozytorskim znajdują się m.in. utwory organowe, fortepianowe oraz utwory na kwartet smyczkowy lub kwartet instrumentów dętych. Ulubioną formą kompozytorską Zdzisława Pucka jest klasyczna faktura polifoniczna. Poza utworami polifonicznymi, skomponował wiele utworów rozrywkowych oraz piosenek.
Od 1992 r. prowadzi własne Wydawnictwo Muzyczne GAMMA. W ramach tej działalności wydaje nuty i płyty CD z utworami polskich kompozytorów. Jest członkiem ZAKR.
W 2006 r. otrzymał nagrodę Stowarzyszenia Autorów ZAiKS za popularyzację polskiej twórczości rozrywkowej oraz Brązowy Medal „Zasłużony Kulturze Gloria Artis”.

## Wybrane kompozycje
- Santo Subito
- Z kraju Chopina
- Parada gwiazd
- Cygańska krew
- Czarno-biały charleston
- Powitanie poranka
- Zaczarowana melodia
- Łódzka niedziela (słowa: K. Drobik) – nagroda w konkursie na piosenkę łódzką, 1976 r.
- Warszawska kołysanka (słowa: K.I. Gałczyński)
- Sobotni bal (słowa: J.A. Grochowina)